# Mesophysa tenaria
Mesophysa tenaria är en tvåvingeart som beskrevs av Arturs Neboiss 1971. Mesophysa tenaria ingår i släktet Mesophysa och familjen kulflugor. Inga underarter finns listade i Catalogue of Life.